# Polar Music Prize
Polar Music Prize, også bare kaldet Polarpriset, er en international musikpris indstiftet af Stikkan Anderson i 1989. Navnet er taget fra Stikkan Andersons pladeselskab Polar Records. Prisen gives til enkeltpersoner, grupper eller institutioner.
Prisen, der også benævnes som musikkens Nobelpris, skal "gives for betydende indsatser indenfor musikken og/eller musiklivet, eller for indsatser som bedømmes, at kunne blive af stor betydning for musikken eller musiklivet, og skal kunne omhandle alle områder indenfor eller med tæt tilknytning til musikken."
Et udvalg ved Kungliga Musikaliska Akademien udvælger prismodtagerne, som regel en fra populærmusikken og en fra den klassiske musik. Prissummen er 1 million svenske kroner pr. modtager, og uddeles i Stockholm af kong Carl XVI Gustaf den 18. maj hvert år.
Fonden, der uddeler prisen, forvaltes af Stikkan Andersons børn Marie Ledin og Anders Anderson.

## Prismodtagere
- 2024 – Nile Rodgers og Esa-Pekka Salonen
- 2023 – Chris Blackwell, Angélique Kidjo og Arvo Pärt
- 2022 – Iggy Pop og Ensemble intercontemporain
- 2021 – På grund af corona-pandemien blev der ikke udpeget nogen prisvindere i 2021
- 2020 – Diane Warren og Anna Netrebko
- 2019 – Grandmaster Flash og Anne-Sophie Mutter og fonden Playing for Change
- 2018 – Metallica og Afghanistan National Institute of Music
- 2017 – Sting og Wayne Shorter
- 2016 – Max Martin og Cecilia Bartoli
- 2015 – Emmylou Harris og Evelyn Glennie
- 2014 – Chuck Berry og Peter Sellars
- 2013 – Youssou N'Dour og Kaija Saariaho
- 2012 – Yo-Yo Ma og Paul Simon
- 2011 – Patti Smith og Kronos Quartet
- 2010 – Björk og Ennio Morricone
- 2009 – Peter Gabriel og José Antonio Abreu
- 2008 – Pink Floyd og Renée Fleming
- 2007 – Steve Reich og Sonny Rollins
- 2006 – Led Zeppelin og Valerij Gergiev
- 2005 – Gilberto Gil og Dietrich Fischer-Dieskau
- 2004 – B. B. King og György Ligeti
- 2003 – Keith Jarrett
- 2002 – Sofija Gubajdulina og Miriam Makeba
- 2001 – Burt Bacharach, Robert Moog og Karlheinz Stockhausen
- 2000 – Bob Dylan og Isaac Stern
- 1999 – Stevie Wonder og Iannis Xenakis
- 1998 – Ray Charles og Ravi Shankar
- 1997 – Eric Ericson og Bruce Springsteen
- 1996 – Pierre Boulez og Joni Mitchell
- 1995 – Elton John og Mstislav Rostropovitj
- 1994 – Quincy Jones og Nikolaus Harnoncourt
- 1993 – Witold Lutoslawski og Dizzy Gillespie
- 1992 – Paul McCartney og de baltiske stater (Estland, Letland og Litauen)